# ASC St. Louis Stars
El ASC Saint-Louis Stars es un equipo de fútbol de Saint-Martin que juega en el Campeonato de fútbol de Saint Martin, la liga de fútbol más importante del país.

## Historia
Fue fundado en el año 1932 en la ciudad de Saint-Louis con el nombre Apollo Stars como un club multideportivo, ya que cuenta con secciones en baloncesto y voleibol, aunque su sección más importante es la de fútbol, siendo el club de fútbol más viejo de Saint-Martin.
El equipo es uno de los miembros fundadores del Campeonato de fútbol de Saint Martin en 1970 y también es el equipo más ganador de la liga, ya que cuenta con 20 campeonatos.

## Palmarés
- Saint-Martin Championships (20): 1973–74, 1974–75, 1975–76, 1976–77, 1977–78, 1978–1979, 1981–82, 1982–83 1983–84, 1984–85, 1986–87, 1987–88, 1988–89, 1991–92, 1992–93, 1993/94, 1994–95, 1995–96, 2000–01, 2008–09